# Cecilia Mangini
Cecilia Mangini (Mola di Bari, Pulla, Itàlia, 31 de juliol de 1927 - Roma, 21 de gener de 2021) va ser una directora de cinema italiana i documentalista compromesa, també guionista i fotògrafa. És considerada la primera documentalista dona a Itàlia, i el seu cinema, una recerca «de la veritat i d'alguna cosa més profunda encara que la veritat».

## Biografia
Cecilia Mangini neix l'any 1927 a la Pulla, regió pobra i agrícola del sud d'Itàlia. L'any 1933, moguda per la crisi econòmica, la seva família marxa a instal·lar-se a Florència. Com tots els nens, Cecilia presta jurament al feixisme. Descobreix el cinema als cercles cinematogràfics. Aquests cercles són instituïts pel règim feixista, com a instrument de propaganda per seduir la joventut.
Després de la guerra, una nova generació de cineastes com Giuseppe Ferrara, Gianfranco Mingozzi, Luigi Di Gianni, Lino del Fra i la mateixa Cecilia Mangini van donar lloc a un renaixement del cinema italià, el neorealisme. Única dona d'aquest grup, escriurà i realitzarà documentals fotogràfics o cinematogràfics sobre Itàlia.
El 1952 va fer el seu primer reportatge fotogràfic a Lipari. Enregistra les cares, els gestos del treball manual i els cossos de les persones que treballen a les pedreres de Pumicita.
El 1956 i 1957, Cecilia Mangini va produir dues sèries de fotografies per a la revista Rotosei, seguint les històries d'Elio Vittorini i Riccardo Bacchelli a Milà. Fotografia una Itàlia dividida entre la tradició i la modernitat representades per les fàbriques en el camp de la postguerra.
L'any 1958 abandona la fotografia per consagrar-se al cinema. Realitza Ignoti alla Città. Filma els suburbis de la perifèria de Roma, i els joves sense feina que Pier Paolo Pasolini va retratar a la seva novel·la Le Ragazzi di Vita. El film és censurat per incitació a la delinqüència.
El 1959, el seu segon documental, Maria e i Giorni, retrata una dona, una camperola de la seva regió natal de la Pulla. El mateix any va dirigir Stendalì. El text està compost per Pier Paolo Pasolini, de poemes populars en griko, un dialecte parlat a la regió de Salento, herència del grec antic. La pel·lícula traça un ritus de lamentació durant el dol.
El 1961 va filmar La canta delle Marane als afores romans. Demana a Pasolini que n'escrigui el comentari. Va escriure els textos de tres dels curts documentals, Ignoti alla città, Stendalì i La canta delle marane.
L'any 1962, Mangini, Lino Del Fra i Lino Miccichè realitzen un documental, All'Armi, Siam Fascisti, a partir d'arxius sortits de la propaganda visual dels règims feixistes. El film és censurat perquè mostra i denuncia la connivència entre el Vaticà i el règim feixista de Mussolini. Entre desembre de 1964 i març de 1965, efectua un reportatge al Vietnam, amb el seu marit Lino Del Fra, per donar suport a la causa del Vietnam del Nord.

## Filmografia
- 1958: Ignoti alla città
- 1959: Firenze di Pratolini
- 1959: Stendalì
- 1959: Vecchio regno, codirigida amb Lino Del Fra
- 1959: Maria e i giorni
- 1960: Divino amore
- 1961: La canta delle marane
- 1962: All'armi siam fascisti, codirigida amb Lino Del Fra
- 1963: La statua di Stalin, codirigida amb Lino Del Fra
- 1964: O Trieste del mio cuore
- 1965: Brindisi '66
- 1965: Felice Natale
- 1965: Essere donne
- 1965: Tommaso
- 1967: La scelta
- 1969: Domani vincerò
- 1972: L'altra faccia del pallone
- 1972: Mi chiamo Claudio Rossi
- 1972: La briglia sul collo
- 1973: Dalla ciliegia al lambrusco
- 1987: Immagini sul lavoro femminile nell'industria, film col·lectiu
- 1987: Una doppia assenza
- 2004: Uomini e voci del congresso socialista di Livorno
- 2013: In viaggio con Cecilia codirigida amb Mariangela Barbanente
- 2020: Due scatole dimenticate – un viaggio in Vietnam codirigida amb Paolo Pisanelli}}

### Guionista
- 1959: Firenze di Pratolini[9]
- 1962: All'armi, siam fascisti
- 1963: La va decidir di Stalin
- 1970: La torta in cielo
- 1973: La villeggiatura
- 1977: Antonio Gramsci: i giorni del carcere
- 1994: Klon